# Lúcar
Lúcar er en by og kommune i det sydøstlige Spanien i provinsen Almería. Den har et indbyggertal på 825 (2024) indbyggere.